# Coteasca
Coteasca – wieś w Rumunii, w okręgu Ardżesz, w gminie Vlădești. W 2011 roku liczyła 269 mieszkańców.